# Isla Cottonwood
La Isla Cottonwood (en inglés: Cottonwood Island) fue una gran isla en el río Colorado, en el valle Cottonwood, en el Condado de Clark (Nevada) al oeste de los Estados Unidos. Cottonwood Island era una isla de perfil de unas 10 millas de largo y hasta 3 millas de ancho. Fue cubierta de bosques de álamos y también después de la inundación de primavera, llenada de trozos de madera de los bosques de ribera a lo largo de la cuenca alta del río Colorado. Cottonwood Island era importante como fuente de madera y de combustible para barcos de vapor en el río y en los primeros molinos y minas en el cañón El Dorado.
Cottonwood Island ahora está bajo las aguas del Lago Mohave.

## Historia
La isla Cottonwood era un lugar favorecido por el pueblo Mojave para su agricultura, dependiente como era de la inundación de primavera para su riego, y por los productos que fabricaban de los álamos. Fue objeto de disputa con los Chemehuevi Paiute al norte y al oeste, a finales del siglo XIX.
Toda la madera a la deriva depositada en la isla se convirtió en un artículo de comercio tras el establecimiento de minas en el Cañón de El Dorado en 1861. Los Mohave cortaban la madera y la proporcionaban como combustible a los barcos de vapor que recorrían el río pasando por Cottonwood Island o como madera para las minas. Pero este tráfico sólo podía producirse durante los meses de aguas altas, el único momento en que los barcos de vapor navegaban por los rápidos y los bajos de este tramo superior del Colorado. A finales de 1863, cuando se instaló el primer molino de estampación en las minas, el mineral ya no se transportaba río abajo en volumen suficiente y los barcos de vapor no venían con tanta frecuencia.: 33, 35 
Además, la necesidad de un suministro más regular de mercancías desde el río en Hardyville, donde los barcos de vapor se detenían en aguas bajas, y la necesidad de un suministro más regular y grande de madera y combustible de madera para los molinos trajo el capitán L. C. Wilburn y una flota de 3 barcazas, el Colorado, El Dorado y Veagas. Estas barcazas eran navegadas y remadas río arriba y río abajo por tripulaciones Paiute y Mohave durante los meses de inactividad. Llevaban heno, madera, leña y carbón hecho en la isla río arriba hasta los molinos en tres o cuatro días. También ascendían por el río Colorado hasta el río Virgin para llevar de vuelta la sal a los molinos, para refinar el mineral, extraído en el valle Virgin por los colonos mormones de allí.: 35 

## La isla en la actualidad
La isla Cottonwood se ha perdido bajo el lago Mohave.